# HTL23
HTC J butterfly HTL23（エイチティーシー ジェイ バタフライ エイチティーエル ニーサン）は、台・HTC（輸入元・HTC NIPPON）によって開発された、auブランドを展開するKDDIおよび沖縄セルラー電話の第3.5世代移動通信システム（CDMA 1X WIN）、および第3.9世代移動通信システム（au 4G LTE）、第4世代移動通信システム（au 4G LTE CA/WiMAX2+）対応スマートフォンである。

## 概要
HTL21の後継機種で、大幅なスペックアップが図られている。
背面に2つのカメラが搭載されており、撮影後にフォーカスを変更したり疑似的な立体効果を演出することが可能となっている。カメラは上部が200万画素、下部が1300万画素となっている。
また、今までHTC製端末の音響エンジンはBeats by dr.dreと共同で開発を行っていたが、本機種より新たにJBLが開発を行っており、ハイレゾリューションオーディオファイル（最大192kHz/24Bitまでをサポート）の再生にもネイティブで対応している。
他にも、日本国内向け機能としてワンセグ・おサイフケータイ・赤外線通信に対応しており、HTC製端末では初となるフルセグ放送の受信も可能となった。
なお、本機種のグローバル版として「HTC Butterfly 2」が台湾で2014年9月2日に発売され、その後、香港、インド、マレーシア、シンガポール、タイなどのアジア圏でも発売される予定となっている。
キャッチコピーは「いつの間にか夢中です。」。
OSのアップデートに関しては、グローバルモデルがAndroid 6.0までアップデート提供されており、au版にも2016年3月8日よりAndroid 5.0アップデートが提供開始。

## 沿革
- 2014年7月31日 - KDDI、およびHTC NIPPONより公式発表。
- 2014年8月29日 - 全国にて発売開始。
- 2014年9月24日 - 製品アップデート実施[3]。
- 2014年10月16日 - 製品アップデート実施[4]。
- 2015年2月19日 - 製品アップデート実施[5]。Android 4.4.2→4.4.4へのアップデート及び、Eye Experienceが追加される。
- 2016年3月8日 - 製品アップデート実施[6]。Android 4.4.4→5.0へのアップデート

## 主な機能
※PC向けWebブラウザが標準装備されている。携帯向けサイト(EZWeb)は他のスマートフォンやPCと同じく閲覧不可。
| 主な機能・対応サービス                                                  | 主な機能・対応サービス                                                        | 主な機能・対応サービス                  | 主な機能・対応サービス         |
| ----------------------------------------------------------------------- | ----------------------------------------------------------------------------- | --------------------------------------- | ------------------------------ |
| auウィジェット Webブラウザ                                              | LISMO! for Android LISMO WAVE ハイレゾ音源再生プレイヤー （最大192kHz/24bit） | おサイフケータイ NFC おくだけ充電（Qi） | ワンセグ フルセグ DLNA/DTCP-IP |
| au one メール PCメール Gmail EZwebメール                                | デコレーションメール デコレーションアニメ                                     | Friends Note                            | PCドキュメント                 |
| au Smart Sports Run & Walk Karada Manager ゴルフ(web版) Fitness、歩数計 | GPS 方位計                                                                    | au oneナビウォーク au one助手席ナビ     | au one ニュースEX au one GREE  |
| かんたんメニュー じぶん銀行                                             | 緊急速報メール                                                                | Bluetooth                               | 無線LAN機能 (Wi-Fi)            |
| 赤外線通信                                                              | WIN HIGH SPEED au 4G LTE （CA対応） WiMAX 2+                                  | グローバルパスポート                    | auフェムトセル                 |
| microSD microSDHC microSDXC                                             | モーションセンサー(6軸)                                                       | 防水 防塵                               | 簡易留守録 着信拒否設定        |